# Franz Kießling (Lyriker)
Franz Kießling (geboren am 10. Januar 1918 in Znaim, Österreich-Ungarn; gestorben am 20. Februar 1979 in Korneuburg) war ein österreichischer Lyriker.

## Leben
Kießling war der Sohn eines Bahnbeamten. Nach dem Besuch der Schule in Wien wurde er 1938 Finanzbeamter. Wegen eines Lungenleidens musste er keinen Kriegsdienst leisten. Von 1945 bis 1946 arbeitete er in der literarischen Abteilung von Radio Wien. Anschließend war er Redakteur der Zeitschrift Offenes Wort. 1951 wurde er Beamter im Unterrichtsministerium.
1948 erschien sein erster, von der Kritik enthusiastisch begrüßter Gedichtband. Man rühmte die formale Strenge seiner Gedichte und handelte den Autor bereits als jungen Klassiker. In den folgenden Jahren fand seine Lyrik dann allerdings zunehmend weniger Widerhall, so dass sein relativ schmales Werk von etwa 150 Gedichten zunehmender Vergessenheit anheimfiel. Als Beispiel für Kießlings Lyrik hier das programmatische Gedicht Ein Stück Brot:
Ein Stück Brot

will mein Gedicht sein,

keine festliche Mahlzeit.

Ein Stück Brot,

danach jeder verlangt,

der wirklich Hunger hat.

Ein Stück Brot,

das einen satt macht,

doch nicht zufrieden mit dem Unrecht.

Ein Stück Brot,

das einem verhilft,

nicht nur an das Brot zu denken.
Kießling war Vorstandsmitglied des österreichischen P.E.N.-Zentrums und Mitglied des österreichischen Schriftstellerverbandes.
Er wurde auf dem Wiener Zentralfriedhof bestattet.

## Würdigungen
- 1943 Adalbert-Stifter-Preis
- 1950 Österreichischer Förderungspreis für Literatur
- 1955 Literaturförderungspreis der Stadt Wien
- 1959 Literaturförderungsstipendium der Zentralsparkasse der Stadt Wien

Der Verband katholischer Schriftsteller Österreichs verleiht einen Franz-Kießling-Lyrikpreis, der mit 400 €  (1. Preis) dotiert ist.

## Werke
- Das ungefragte Herz. Gedichte. Europa-Verlag, Wien 1948.
- Seht wie ihr lebt. Gedichte. Mit 6 Holzschnitten von Werner Berg. Desch, München u. a. 1955.
- Lob einer Stunde. Gedichte und Gedanken. Aus dem Nachlass hg. v. Leopold Wech. St. Pölten 1986, (Auszug aus der Einleitung)